# Függöny

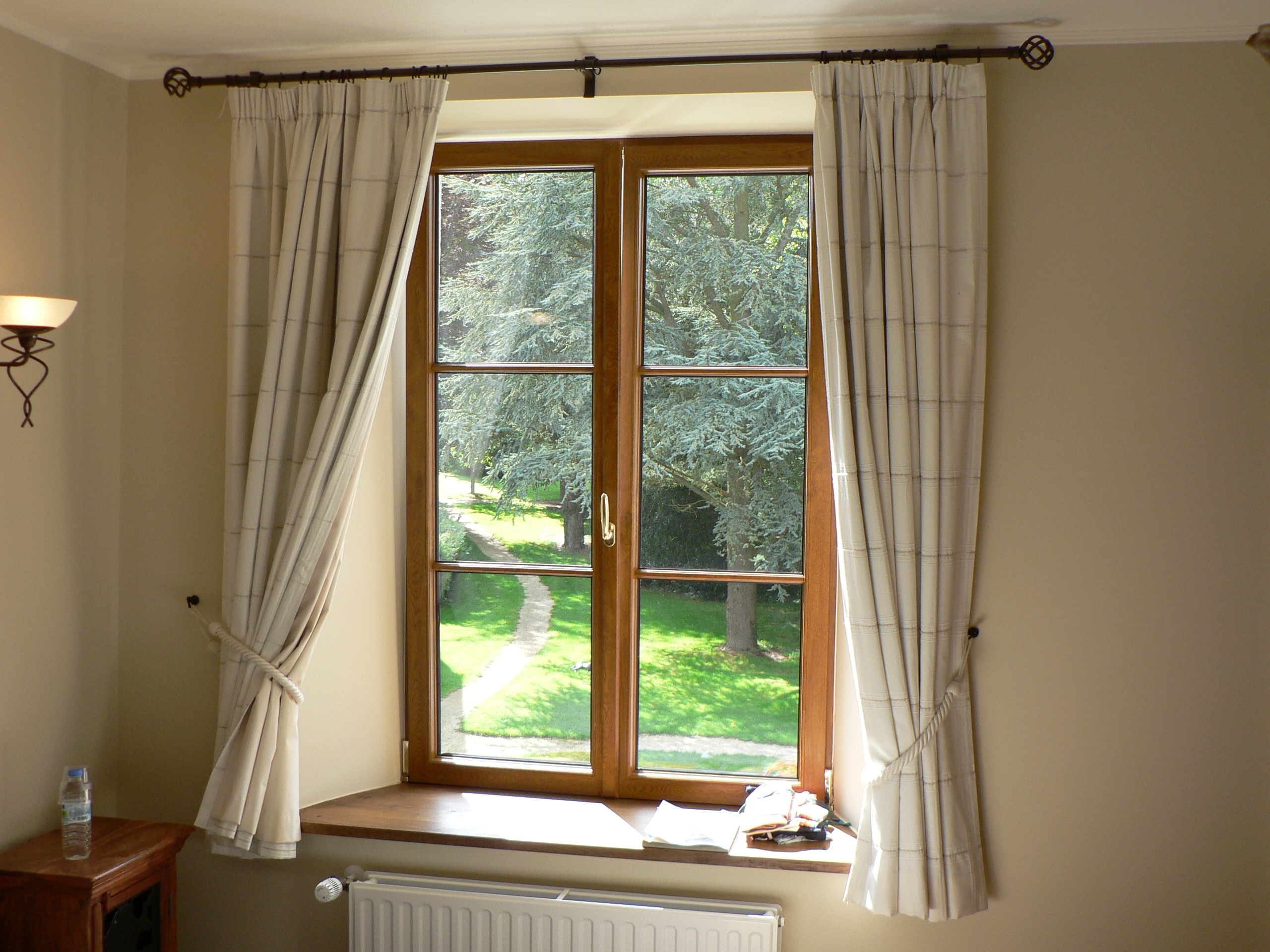
Szobai függöny

A függöny az a lepel, amelyet ablakok elsötétítésére, szobák díszítésére használnak; illetve az a színpadi vászonlepel avagy vasredőny, amely a nézőteret a tulajdonképpeni színpadtól elválasztja. Az utóbbi típusú függönyt napjainkban fölülről bocsátják alá, régebben kétoldalt vonták szét, s gyakorta allegorikus képekkel ékesítik.
A függönyszövetek három csoportját különböztetik meg, úgymint: a csipkefüggönyt, a bársonyfüggönyt és a simára szőtt színes függönyt. A csipkefüggönyök a csipkeverés valamely módja szerint készülnek, kézzel vagy gépen, selyemből vagy pamutból. A bársonyfüggöny vagy egyszerű bársonyszövetből áll, vagy szmirna és perzsa szőnyegek módjára készül, vagy pedig finom gyapjúból és selyemből van. A simára szőtt színes függönyök rendszerint egyszerű vászonkötésből állnak és mintázatukat a felvető (lánc) és bevető (vetülék) fonalak különböző színekben való csoportosítása által érik el. Ezen függönyökhöz jutát, pamutot is használnak, a jobb minőségűek azonban gyapjúból készülnek.

## A mai, modern függönyanyagok fajtái

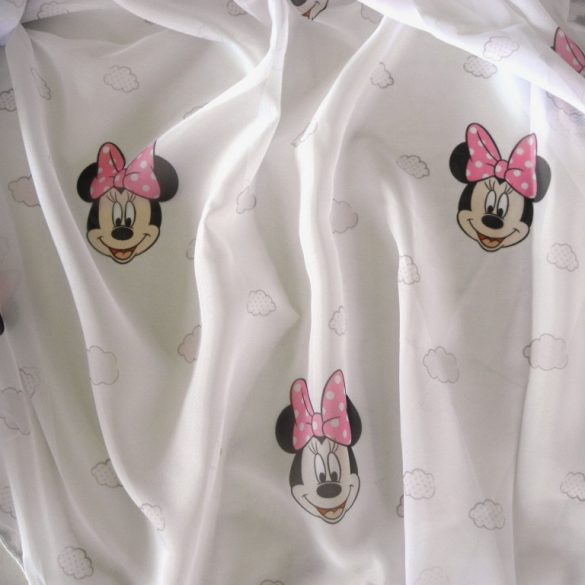
Fényáteresztő függöny

### Fényáteresztő függöny
- Organza  Tapintása lágy, könnyen méretre alakítható, sokoldalúan felhasználható függönyanyag. Mosás után vasalást vagy nedvesen a helyére függesztést igényel. Anyaga: 100% poliészter. Típusai: hímzett organza, nyírt organza.
- Voile (ejtsd: voál)  Matt fényű, az organzánál sűrűbb szövésű, fényáteresztő függönyanyag. Ma már nem pamutból, hanem poliészter alapú műszálból készül. Az anyag neve a francia fátyol szóból ered. Egyszerű könnyed textil. Elsősorban függönyanyagként használják, de a trópusi országokban szúnyoghálóként is találkozhatunk vele. Mosás után vasalást vagy nedvesen a helyére függesztést igényel. Anyaga: 100% poliészter. Típusai: jacquard szövött voile, nyomott voile, hímzett voile, applikált voile, nyírt voile.
- Batiszt  Eredetileg lenből, később már pamutból is szövött, igen vékony, de kevésbé áttetsző függönyanyag. Nyersen vagy fehérítve és egyszínűen színezve, esetleg tarkán szőve, könnyű kelme. Manapság leggyakrabban pamutból és poliészterből készült változataival találkozhatunk. A vidékies, népies stílus jellemző lakástextilje.
- Jacquard (ejtsd: zsakard)  A jacquard fényáteresztő függönyök (csipkefüggönyök) hazánkban máig a legnépszerűbbek, mivel a kézzel horgolt függönyök látszatát keltik. Általában fehér, illetve tört fehér színűek, ám van színre fújt mintával készült változatuk is. A jacquard függönyök kifinomult, aprólékosan kidolgozott megjelenése a különböző kötésminták végtelen variálásából adódik. Manapság többnyire poliészter alapú műszálból készül. Nem igényel vasalást, mosás után nedvesen függesztve a súlyánál fogva szépen kisimul.
- Sable (ejtsd: szablé)  Megjelenésében a voile-hoz hasonló, de kevésbé fátyolszerű, váltakozó átmérőjű szálakból szőtt, durvább tapintású függönyanyag. A voile anyagánál kevésbé gyűrődik. Típusai: sima sable, jacquard szövött sable. Anyaga: 100% poliészter.

### Sötétítő és dekor függöny
- Black out - szinte teljesen fényzáró - függöny anyag:  A sötétítő függönyök tökéletes példája, neve az angol elsötétít szóból ered. Ez az elnevezés egyben találóan utal a szerkezetében fellelhető fekete terjedelmesített fonalakra. Többrétegű struktúrája még a legerősebben tűző napfény kizárását is lehetővé teszi. Fényzáró képessége 98-99%.
- Dim out - intenzív sötétítő képességű - függöny anyag: A dim out kifejezést a 75% körüli fényzáró képességű függönyanyagokra használjuk.
- Szatén sötétítő függöny anyag: A köznyelvben selyemként emlegetett kelme. Fényes fonalak laza keresztezése; nagyon régi, kedvelt alapanyag.
- Taft sötétítő függöny anyag: Műszálból vagy keverékekből készül. A taft nem részesül puhító utókezelésben, ezért gyűrt hatásúvá válik.

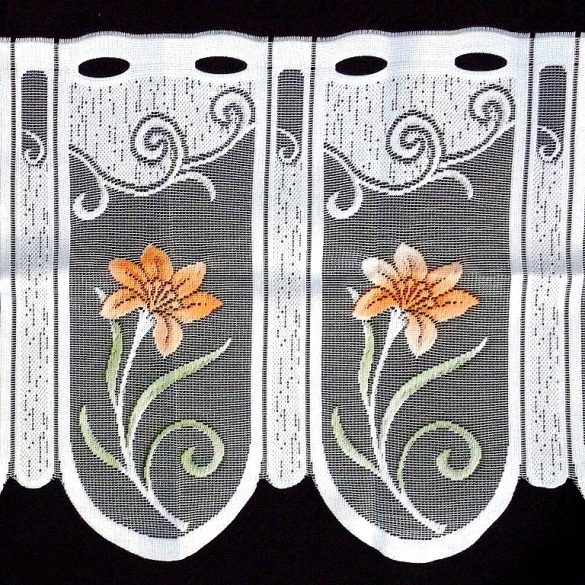
Jacquard vitrázs függöny

### Vitrázsfüggöny
Más néven konyhai függöny. A vitrázsfüggöny jelentése: ablakot díszítő kis függöny. 
A szó eredete: a vitrázs francia kifejezés - vitrage (üvegfal, üvegezés).
Legelterjedtebb fajtái:  jacquard vitrázsfüggöny, hímzett voile vitrázsfüggöny, hímzett batiszt és sable (szablé) vitrázsfüggöny.